# Huta Bangun
Huta Bangun is een bestuurslaag in het regentschap Mandailing Natal van de provincie Noord-Sumatra, Indonesië. Huta Bangun telt 579 inwoners (volkstelling 2010).